# Собор архистратига Михаила

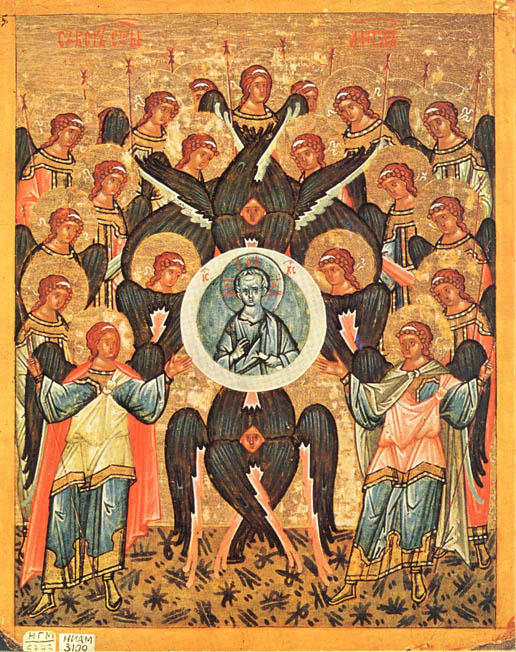
Собор архистратига Михаила и прочих небесных сил бесплотных
(новгородская икона, конец XV века)

Собор архистратига Михаила и прочих небесных сил бесплотных — праздник православной церкви в честь почитаемых небесных бесплотных сил во главе с архангелом Михаилом. Празднование совершается 8 (21) ноября.
Установление праздника связывается с решением Лаодикийского собора, который собирался за несколько лет до Первого Вселенского собора и осудил как еретическое поклонение ангелам как творцам и правителям мира.
Выбор дня празднования обусловлен следующим:
- в эпоху установления праздника ноябрь был девятым месяцем года[2], и выбор этого месяца символизирует девять чинов ангельских;
- восьмой день месяца служит указанием на «день осмый» — Собор всех сил небесных в день Страшного суда.

Согласно Мессинскому Типикону (1131 год), паремией празднику является фрагмент книги Иисуса Навина о явлении ему архангела Михаила (Нав. 5:13-15).